# 永安集團大廈

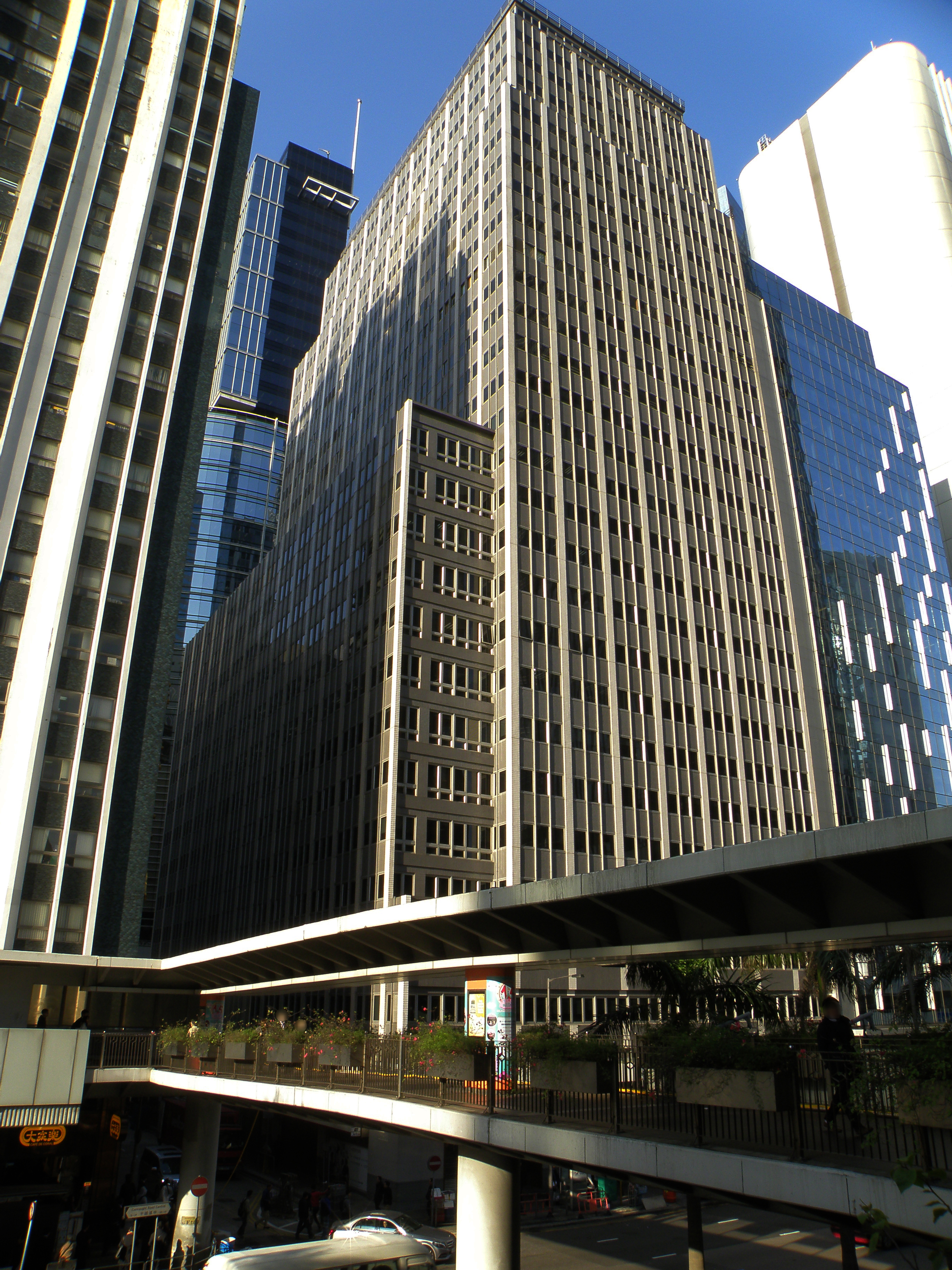
永安集團大廈

永安集團大廈（英語：Wing On House），原名聯邦大廈（英語：Realty House），是位於香港中環德輔道中71號的商業大廈，建於1964年，1967年落成。樓高31層（91米），於北角僑冠大廈（95.12米）落成前曾是香港最高的樓宇。現由會德豐地產旗下夏利文物業管理負責物業管理。

## 名稱
聯邦大廈由會德豐屬下的聯邦地產興建，在1980年8月通過與長江實業合組財團，將大廈一半權益售予後者。其後再行拆售，現為一幢分散業權的商業大廈。大廈命名權亦由永安集團購入，於1983年11月1日正式改名。
永安集團為一家百多年歷史的百貨店及保險企業集團。德輔道中另曾有三幢大廈以「永安」命名──上環的永安中心、中環的永安人壽大廈和永安中區大廈。

## 特色
永安集團大廈每層佔地15946平方呎（約1440平方米）。
永安集團大廈現有用戶包括永安集團、中銀集團人壽保險（8-9樓）、中國銀行（香港）港島中商業理財中心（1-2樓）、大眾金融控股、耀才證券（10樓全層及23樓全層）、富邦銀行、Habib Bank Zurich (Hong Kong) Ltd.、聯合醫務（14樓、16樓及27樓全層）、香港律師會、葉謝鄧律師行、第一上海金融集團、第一上海投資及第一上海證券（19樓及25樓）等。地舖包括中國銀行（香港）中環永安集團大廈分行、文具佬等。
大廈落成初期位處臨海地段，直至交易廣場落成前未有樓宇遮擋臨海一面，大廈天台置有一個大型「勞力士」招牌。

## 圖集

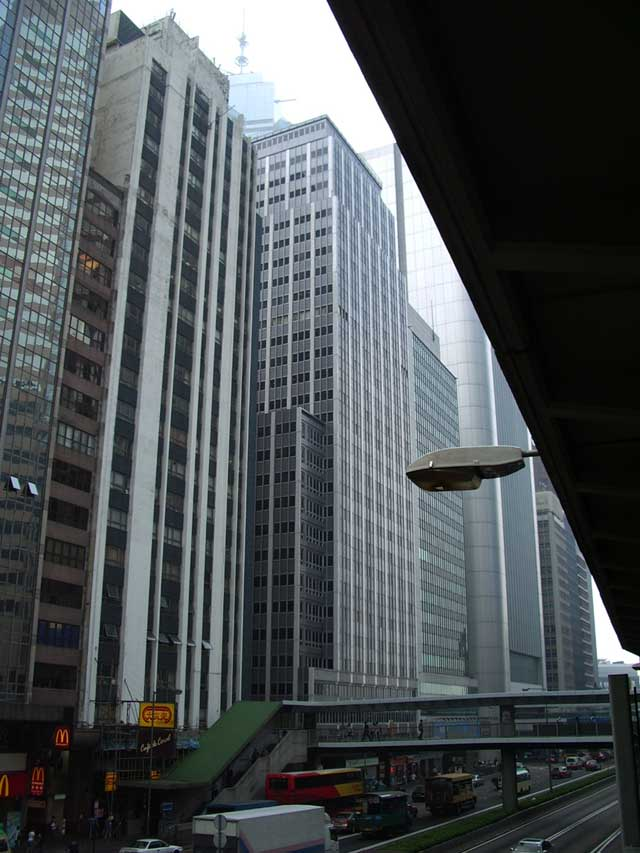
中間的是香港中環的永安集團大廈，右面的兩幢是恆生銀行的新舊總部
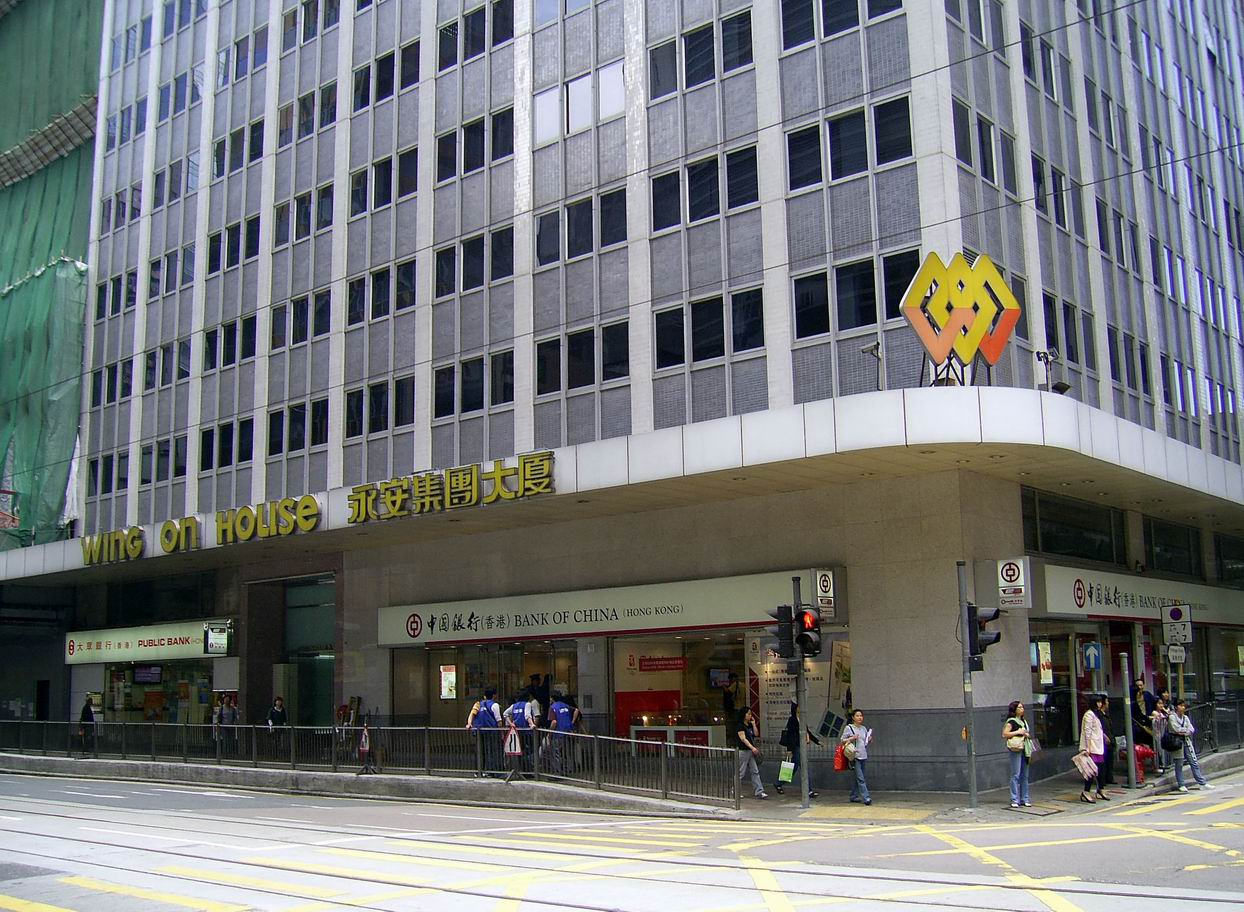
永安集團大廈地下的中國銀行 (香港)

## 附近建築
- 盈置大廈
- 協成行中心
- 德輔道中33號
- 萬宜大廈
- 國際金融中心一期
- 交易廣場